# Bekyně mniška
Bekyně mniška (Lymantria monacha) je druh nočního motýla z čeledi bekyňovitých, který se vyskytuje i na území ČR. Spolu s bekyní velkohlavou se zde ostatně jedná o zřejmě nejznámějšího zástupce čeledi. Často bývá hodnocen jako škůdce, jelikož jeho housenky mohou při přemnožení způsobovat kalamitní holožíry smrkových a borových monokulturních lesů.
Název je odvozen od nenápadného zbarvení křídel tohoto motýla („bekyně“ je označení pro členku středověkého katolického hnutí žijící v bekináži, „mniška“ je pak původně ženský rod od slova mnich).

## Popis

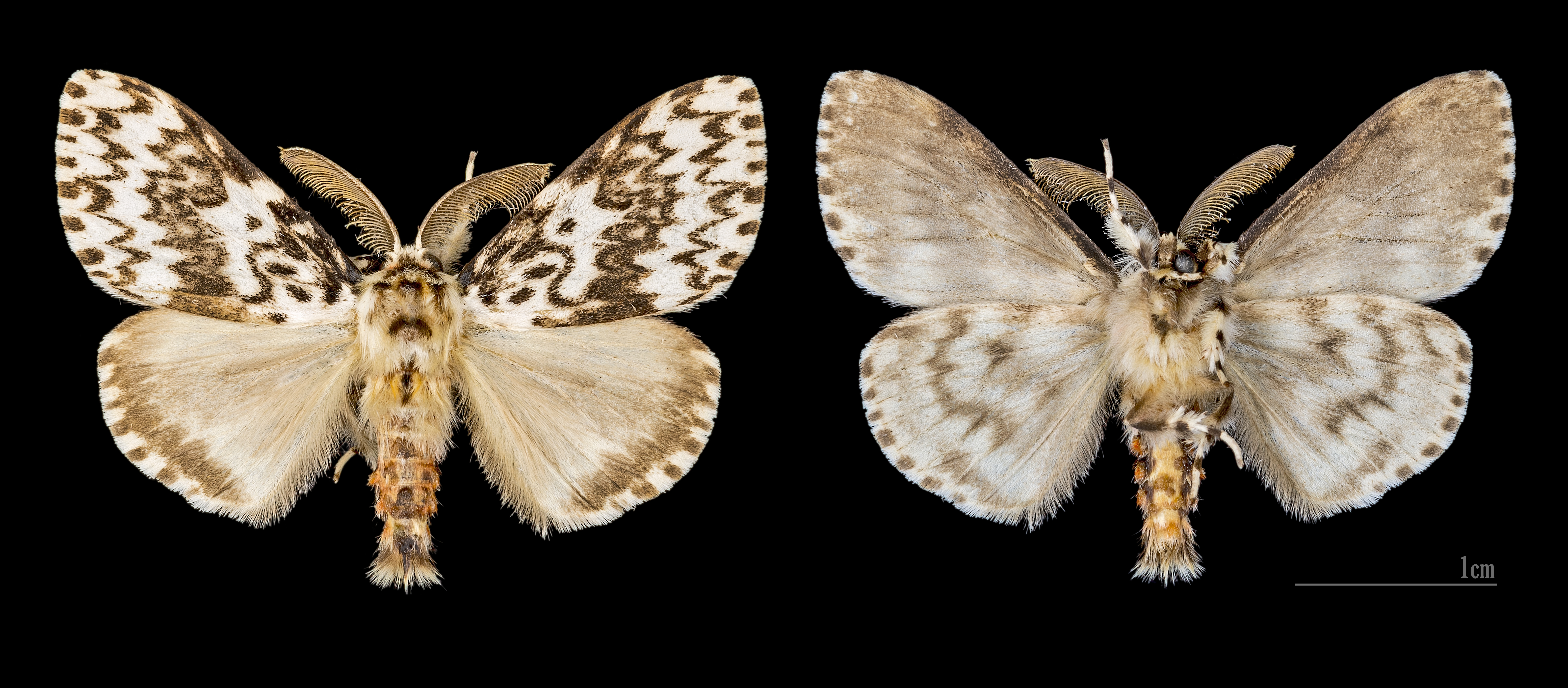
Sbírkový exemplář (samec)

Sbírkový exemplář (samice)

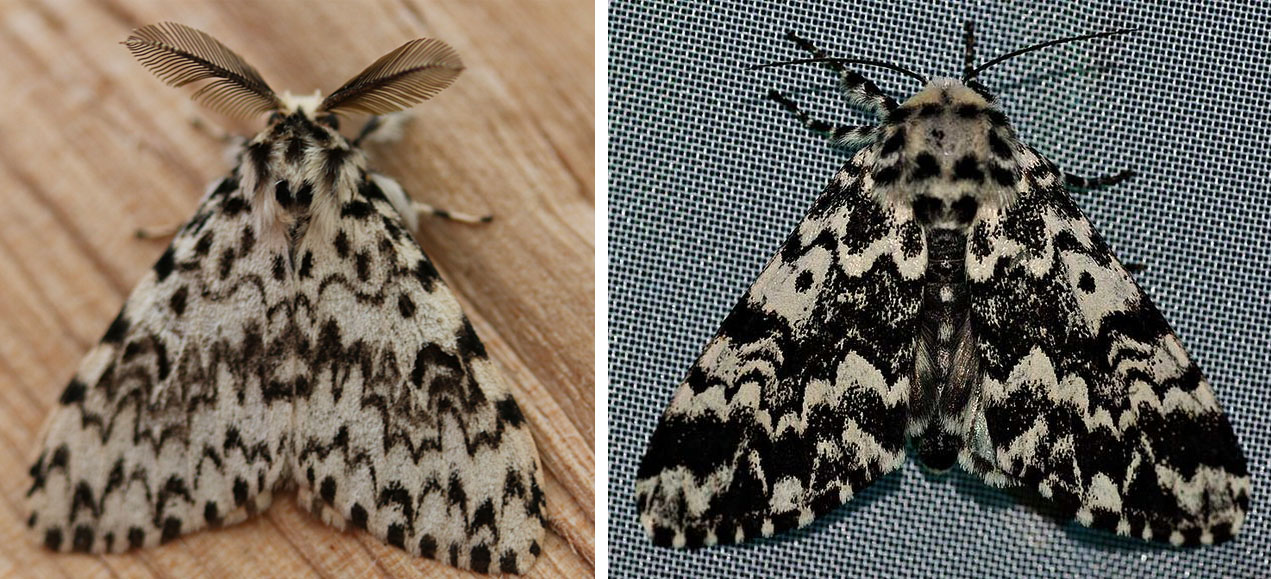
Srovnání podobnosti dospělců bekyně mnišky (vlevo) a běloskvrnky smrkové (vpravo)

Sameček má rozpětí předních křídel 35–45 mm, samička má křídla delší (45–55 mm), takže zatímco sedící sameček má celkový obrys těla ve tvaru rovnostranného trojúhelníku, odpočívající samička představuje spíše trojúhelník rovnoramenný. Přední křídla mají bílý až šedavý podklad, ozdobený množstvím klikatých černých příček. Zadní křídla jsou šedavě hnědobílá s černobíle strakatým lemem. V populaci se mohou vyskytnout i jedinci tmavší barevné formy, někdy až celí černí. V severních Čechách a jiných oblastech s poškozeným životním prostředím tmaví jedinci nad světlými úplně převládají. Hruď je zbarvením totožná s předními křídly (i u tmavých forem) a nese černou kresbu. Zadeček je u samic narůžovělý, u samců okrovorůžový, příčně černě kroužkovaný. Tykadla jsou u samců hřebenitá, u samic pilovitá.

Dospělce lze zaměnit s velmi podobnou, ale nepříbuznou můrou, běloskvrnkou smrkovou (Panthea coenobita).
Vajíčka jsou hnědá, postupem času šedohnědá, s fialovým leskem.
Housenka je po vylíhnutí černá, cca 3 mm dlouhá; na konci vývoje může měřit i 5 cm. V posledním instaru je šedá, porostlá dlouhými, řídkými, černými chlupy. Na hřbetě 6. a 7. článku je světlá skvrna tvaru kosočtverce. Po celé délce hřbetu probíhá linie párových, modrých bradavek, ve středové linii jsou navíc na 9. a 10. článku dvě nepárové bradavky červené.
Kukla je tmavohnědá, kovově lesklá.

## Rozšíření
Bekyně mniška obývá oblast palearktu, víceméně od severu Španělska až po Japonsko. Na severu Evropy tvoří hranici jejího výskytu střední Švédsko a jižní Finsko. Vůči podnebí je odolnější než bekyně velkohlavá, vystupuje i do Alp.

Z hlediska biotopu preferuje jehličnaté lesy, ideálně v nadmořské výšce 400–600 m n. m.

## Bionomie

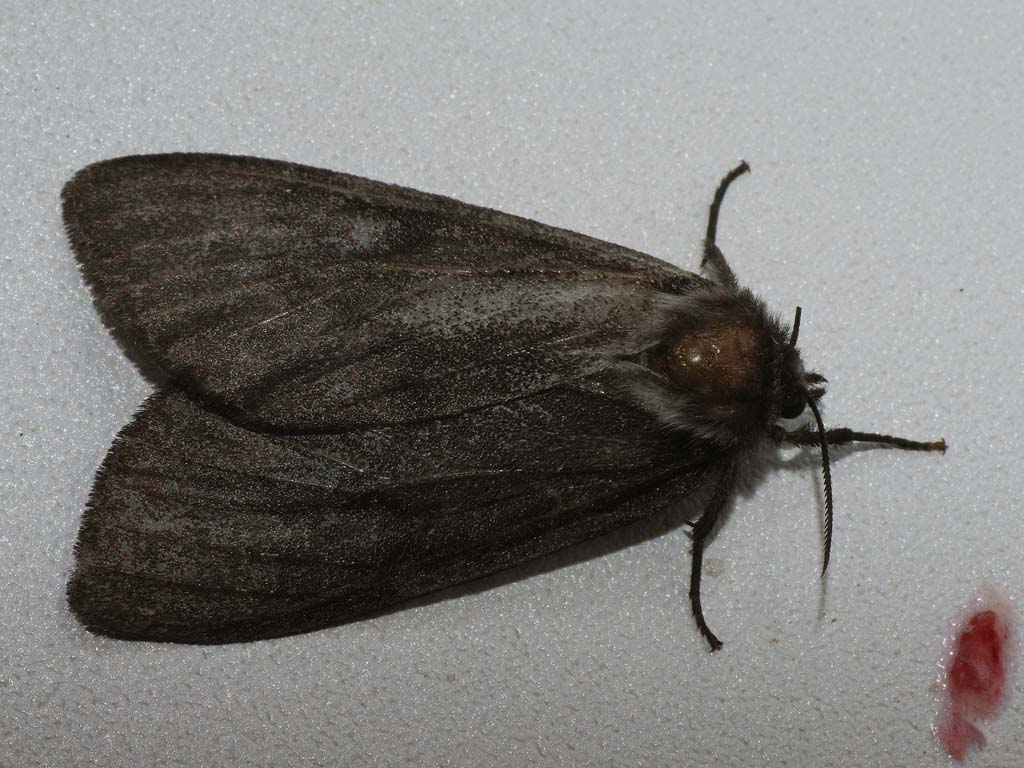
Samice mnišky, tmavá forma

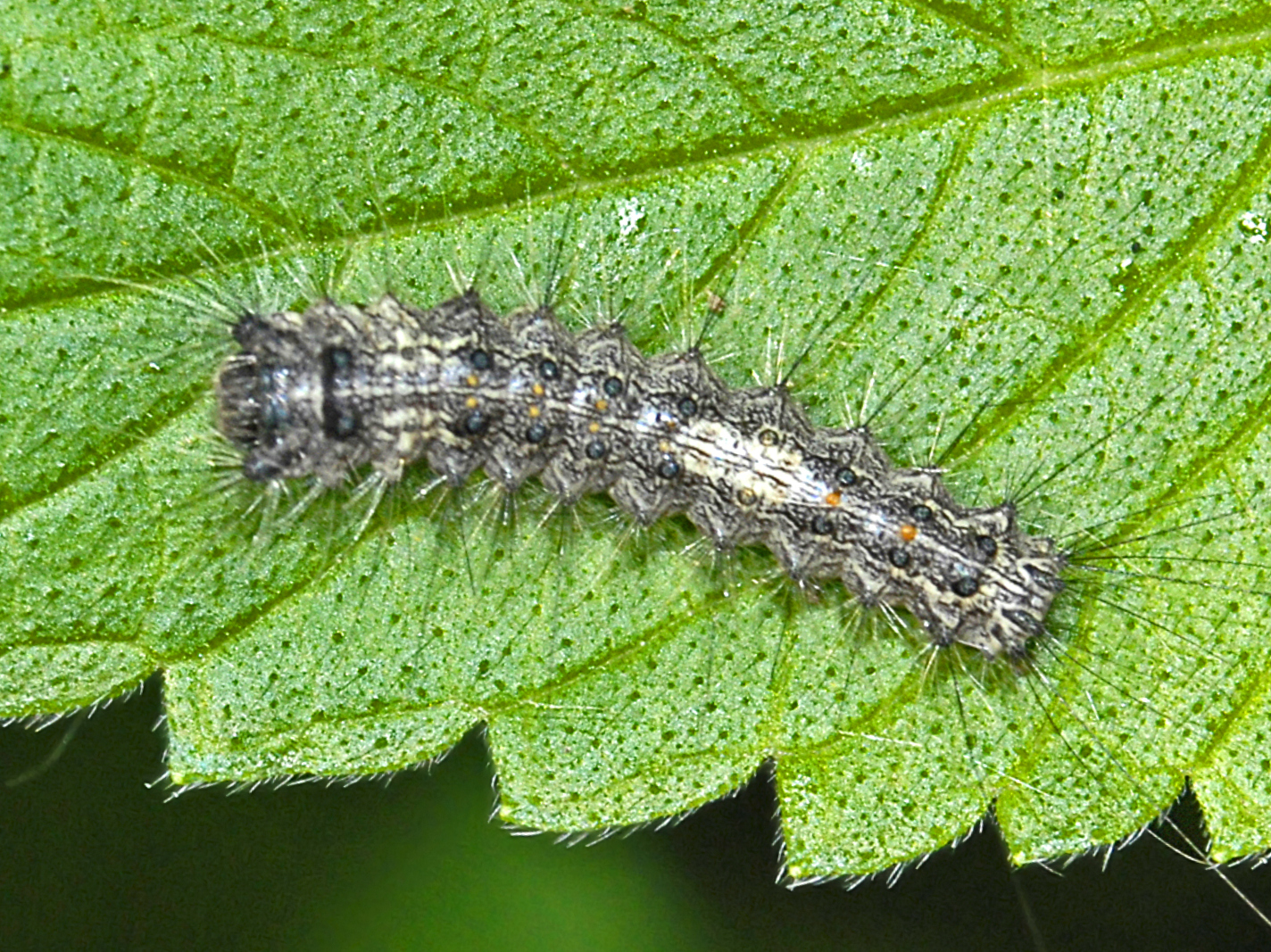
Housenka bekyně mnišky

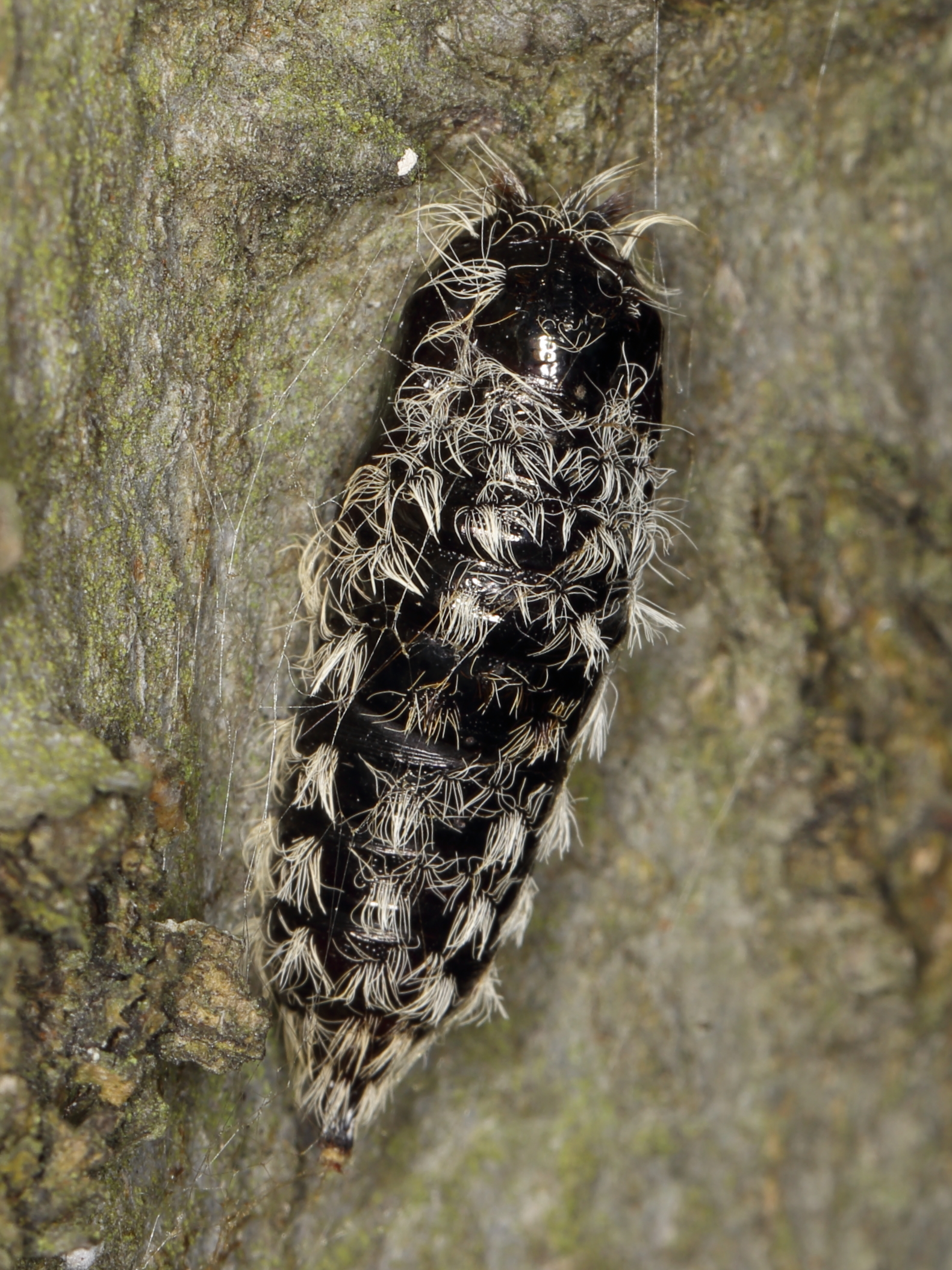
Kukla

V průběhu roku se jako první stádium objevují housenky, které se líhnou z přezimujících vajíček. Děje se tak zpravidla v dubnu až květnu. Po vylíhnutí se housenky několik hodin až dní zdržují na rodné snůšce, posléze se rozlézají. V této fázi mohou také využívat možnosti přenášení větrem. Velmi malé housenky počínají žír na rašících pupenech a mladých jehlicích, v průběhu růstu pak požírají i jehlice starší. Zhruba po šesti týdnech vývoje (zpravidla začátkem července) se kuklí ve štěrbinách kůry (případně na zemi v hrabance) v řídkém, síťovitém zámotku. Stádium kukly trvá jen krátce, přibližně dva týdny.

Motýli létají v červenci a v srpnu, někdy až do začátku září. Přes den sedí v klidu na kůře stromů a jen při vyplašení odlétají (zejména samci). Aktivní jsou až večer, kdy dochází k páření. Po setmění je také možné je nalákat na umělé zdroje světla. Oplozené samice kladou vajíčka do skupinek po 20–50 kusech do štěrbin v kůře stromů. Jedna samice takto naklade cca 200 (někdy se uvádí až 300) vajíček, která přezimují do dalšího roku.

### Živné rostliny
Housenka bekyně mnišky může být silně polyfágní; primárně se však živí jen zástupci několika rodů jehličnatých dřevin, a to smrkem, borovicí, jedlí a modřínem. Ke konzumaci jiných rostlin se uchyluje až ve stavu přemnožení (celosvětově se hovoří o přibližně 200 druzích hostitelských rostlin). Z území České republiky bylo v úloze živné rostliny housenek mnišky historicky zdokumentováno 6 rodů jehličnatých dřevin (kromě výše jmenovaných také douglaska tisolistá a jalovec obecný), vícero rodů listnatých stromů (přednostně dub, buk, habr a bříza, méně často pak javor, lípa, jilm, jeřáb, topol, vrba, jabloň) a keřů (líska, brslen, krušina, ostružiník, vřes, borůvka) a konečně 2 rody bylin (tolice, jetel), ačkoliv ty zjevně nepředstavovaly hlavní živné rostliny.

Historické zdroje se shodují na odporu housenek ke konzumaci tisu a ořešáků, rozporuplné názory panují ohledně jasanů a akátu.

## Ekologické vztahy
Housenky bekyní představují kořist pro hmyzožravé ptáky (zejména kukačku, ale také brhlíky, sýkory či ptáky datlovité) a netopýry. Jsou také napadány hmyzími predátory (krajník hnědý a pižmový, velcí střevlíci, mrchožrout housenkář). Parazitují na nich mnohé druhy blanokřídlých, jejichž larvy se v housenkách bekyně vyvíjejí (lumci, lumčíci apod.). Přemnožené housenky pak bývají masově decimovány virovou polyedrickou nemocí, která se může vyskytnout i u housenek v chovu.

## Hospodářský význam
Bekyně mniška je zákonem, lesnickou literaturou i běžnými sdělovacími prostředky hodnocena jako prvořadý škůdce jehličnatých lesů. Škodlivým faktorem jsou housenky, které se živí okusem jehlic. Lze se dočíst, že jedna housenka sežere nebo poškodí zhruba 1000 jehlic, přičemž smrk hyne při ztrátě více než 70 % jehlic (borovice 90 %). V přírodě blízkých lesích s vyváženým ekosystémem ale nemusí mniška představovat nebezpečí. Ze shromážděných a analyzovaných historických záznamů (227 detailně zaznamenaných kalamit mezi lety 1784–2010) vyplývá, že drtivá většina (201 případů, 88,6 %) kalamitních gradací mnišky se týkala čistě jehličnatých lesů, a z tohoto množství bylo 67,6 % smrkových monokultur. Ostatní monokultury byly přitom zastoupeny v jednotkách procent. Nejohroženější jsou porosty stáří 30–60 let v nadmořských výškách 400–600, resp. 700 m n. m.

Podobně jako kalamitním gradacím lýkožrouta smrkového, i přemnožení bekyně mnišky napomáhá suché a teplé počasí. Pokud poškození dosáhne stupně, při kterém stromy hynou, přistupuje se k celoplošné těžbě. Takto vytěžené plochy se v historii bohužel často opět zalesňovaly smrkovou monokulturou.

### Kalamity
Historicky nejstarší záznam o kalamitním výskytu bekyně mnišky ve střední Evropě se udává z roku 1449. Průzkum historických pramenů odhalil mezi lety 1784–2010 celkem 2557 záznamů o více či méně významných lokálních gradacích na území ČR. Většina z nich připadá na území dnešních Čech, okrajově také severní a západní Moravy. Typicky k nim nedochází v oblasti Polabí a jižní Moravy.

Po suchých letech 1809, 1813 a 1814 byla mnišková kalamita zaznamenána v letech 1815 a 1817 (Komorní Hrádek, Ostředek, Čensko), za největší je však považována kalamita v letech 1917–1927, jež způsobila velké škody na lesních porostech: odhadem bylo tehdy nutné odtěžit asi 20 milionů m3 dřeva na ploše 600 tisíc hektarů. Po dlouhém období klidu pak došlo k dalším gradacím v letech 1994–1996 (30 tisíc hektarů; zastaveno insekticidy) a 2018.

Gradace bývají lokální; nastupují zpravidla v průběhu dvou let, ve třetím roce vrcholí a do 5 let zcela ustupují (typicky účinkem virových nemocí).

### Opatření proti mnišce
Sledování výskytu bekyně mnišky praktikují lesníci stále. Základní metodou je prosté pozorování četnosti výskytu dospělců v lese. Historicky se ke kontrole hustoty populací používalo tzv. „klíckování“, kdy se na strom umístila lepivá tabule či pásy, ke kterým se přiložila klícka se samičkou mnišky uvnitř. Přilétající samečci se pak na lep chytali. V moderní době se toto provádí pomocí feromonových pastí, ve kterých je samička nahrazena uměle připraveným feromonem. Sleduje se také množství trusu housenek pod stromy a používají se lepové pásy, zastavující housenky při jejich pohybu po kmeni.

Proti samotné kalamitě se historicky používal například ruční sběr samiček nebo aplikace lepových pásů proti housenkám. Od 20. let 20. století se používalo pozemní či letecké rozprašování často vysoce toxických pesticidů (sloučeniny arsenu, DDT, lindan apod.), které bylo často kritizováno, protože hubí také přirozené nepřátele bekyní. Moderní insekticidní přípravky využívají bakteriálních preparátů (Bacillus thuringiensis), které cílí přímo na housenky.

Jako preventivní kroky v boji proti přemnožení mnišky je třeba především zdůraznit nutnost výsadby druhově pestrých lesů. Podpořit lze také přirozené nepřátele (ptáky a netopýry) vyvěšováním budek v ohrožených porostech.

## Galerie

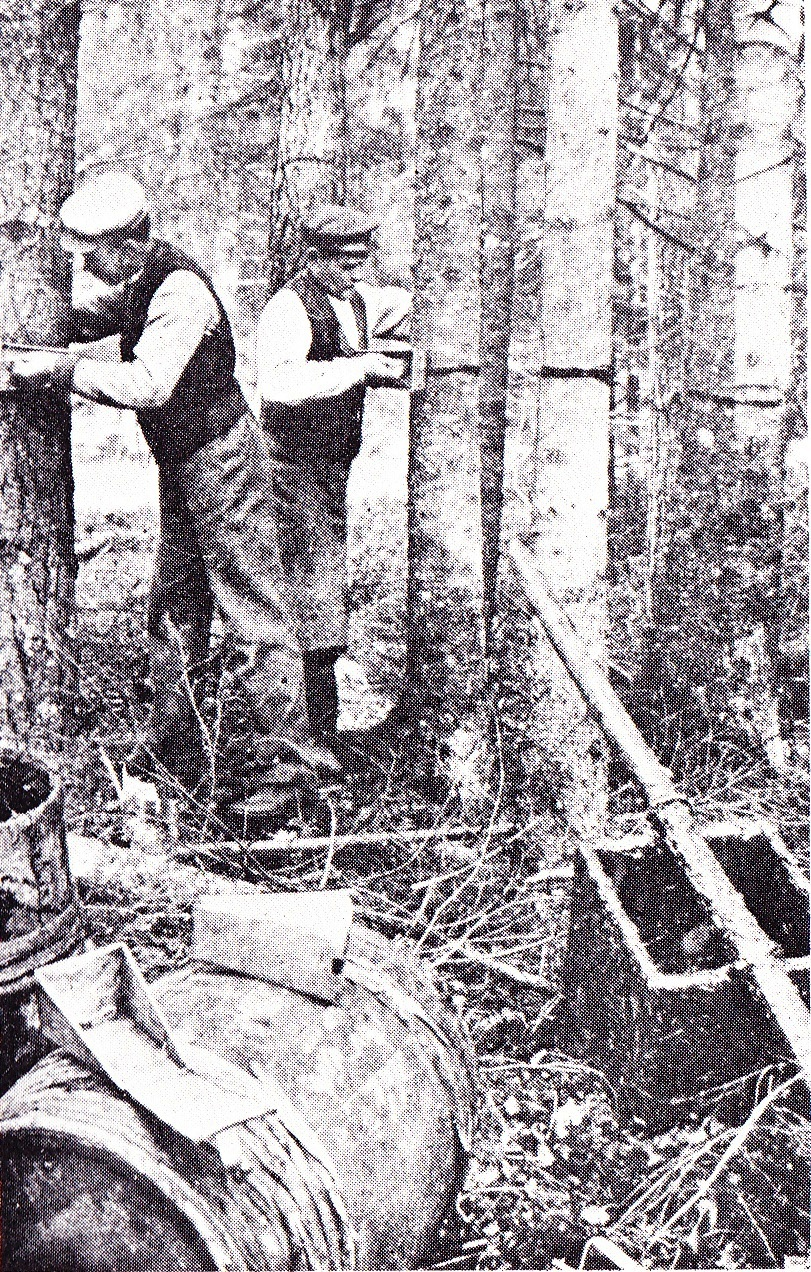
Aplikace lepových pásů na stromy (Švédsko, 1898–1902)
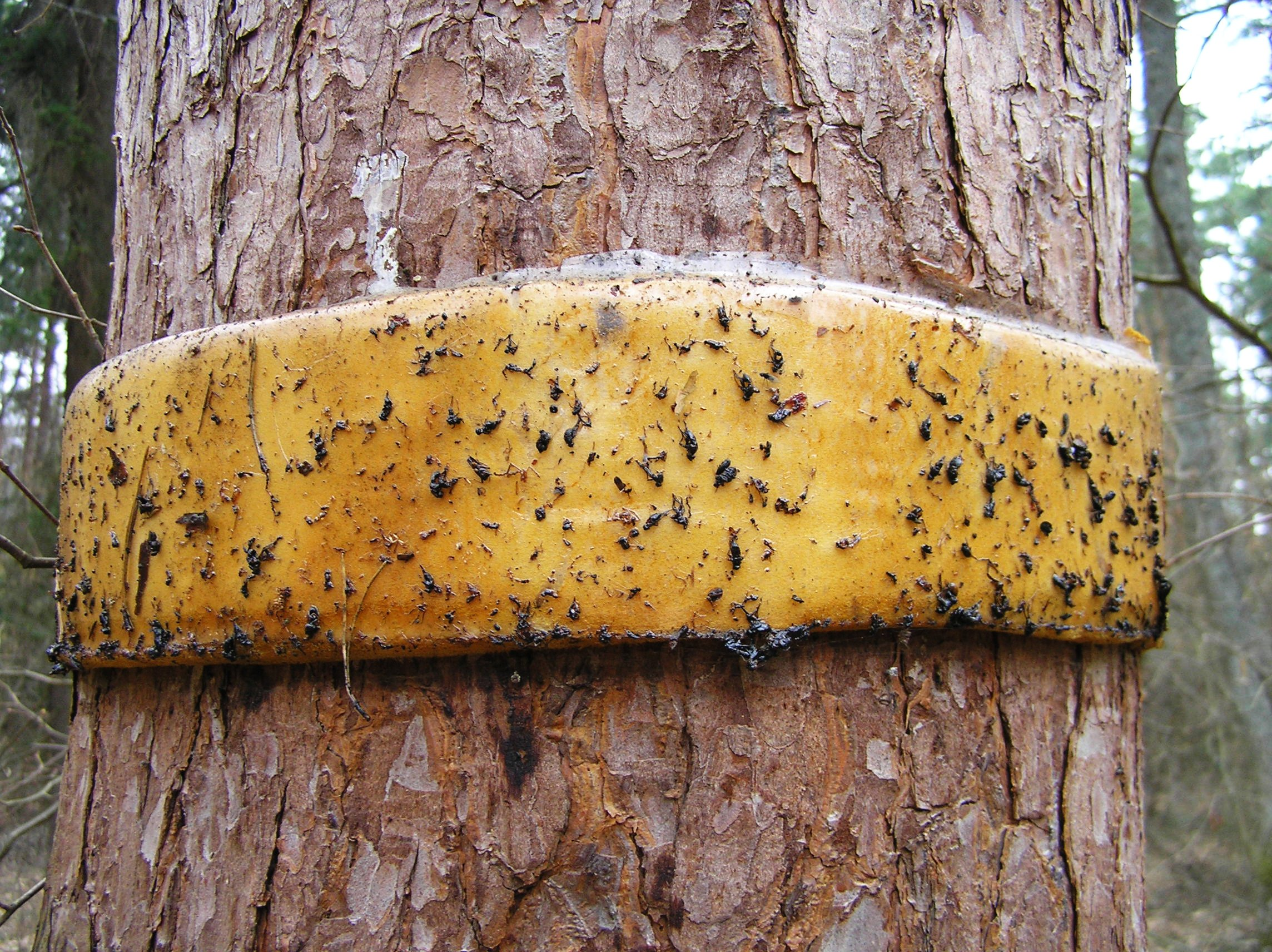
Moderní lepový pás
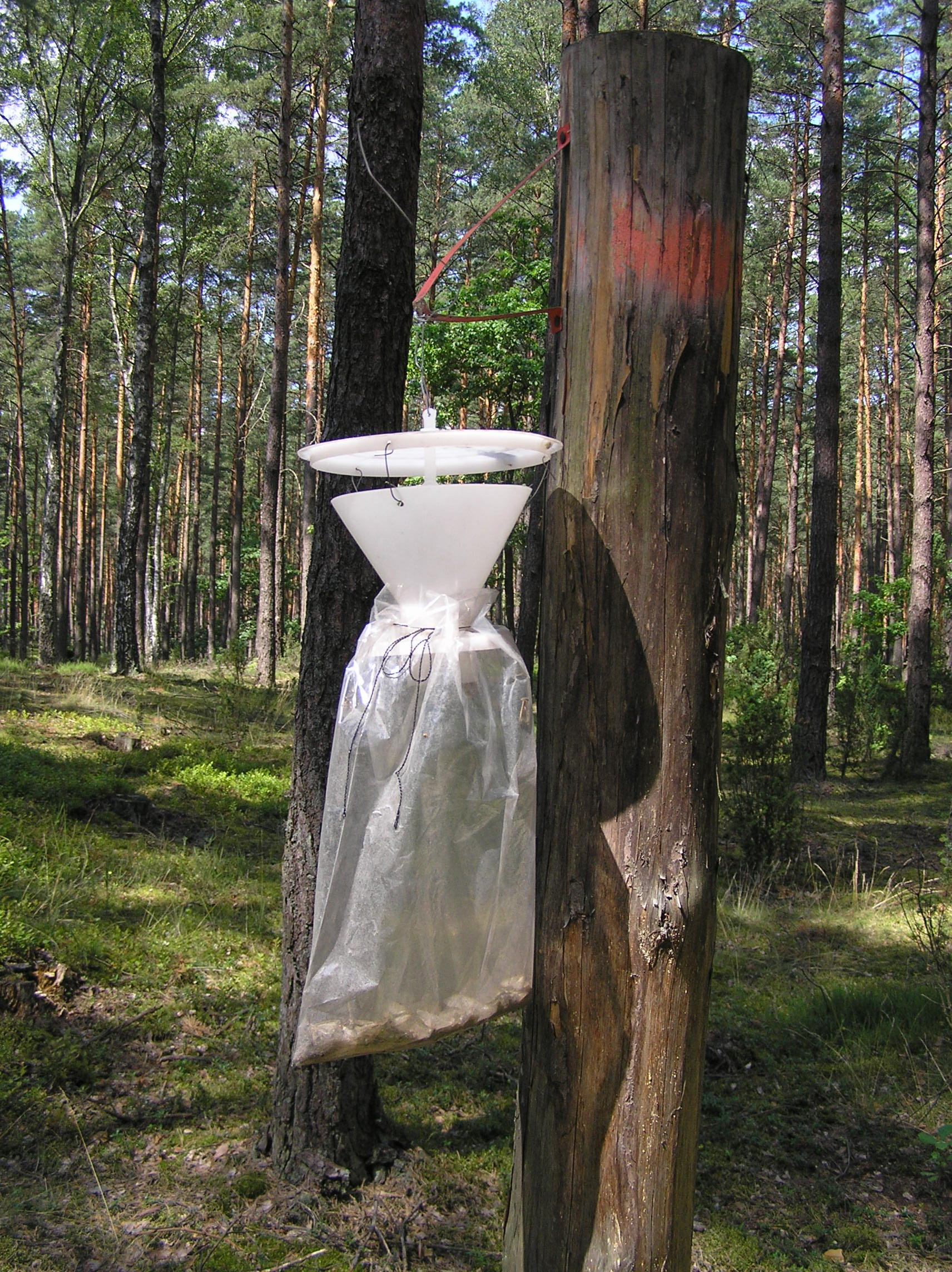
Moderní feromonová past